# Jimmy Burns
Jimmy Burns (Dublin, 1943. február 27. –) amerikai blueszenész, gitáros, énekes, dalszerző. Testvérbátyja, Eddie „Guitar” Burns, detroiti blues-zenész.

## Pályakép
Apja egy részes termelő volt egy ültetvényen; esténként show-műsorokban énekelt. Burns a legfiatalabb gyerek volt tizenegy testvére között. Az ültetvényen megtanulta a tizenkét húros gitár használatát. Egyházi kórusban énekelt, az utcán pedig szólt a blues. Kedvenc blues-zenésze Lightnin 'Hopkins lett.
Tizenkét éves korában a család Chicagoba költözött. Négy évvel később csatlakozott a The Medallionaires együttesheshez és felvettek néhány doo-wop számot.
Az 1960-as években szólista előadó volt. Az 1972-es „I Really Love You” című albuma 2000-ben az 500 legnépszerűbb kislemez közé került, manapság már keresik a gyűjtők.
Társai voltak színpadon és a stúdiókban – mások mellett:

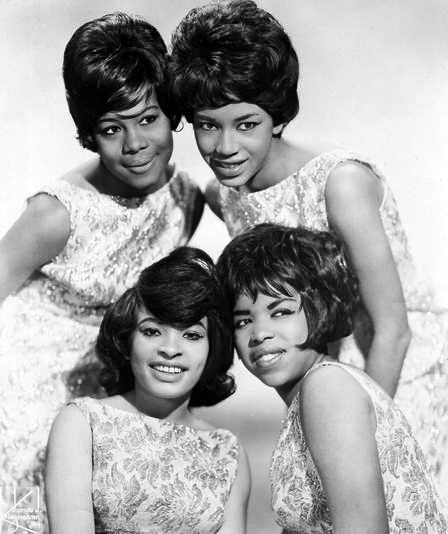
The Marvelettes

- Buddy Guy
- Magic Slim
- John Primer
- Lonnie Brooks
- Eddie Burns
- Robert Jr. Lockwood
- Otis Clay
- Phil Guy
- Eddie Taylor
- Dave Spector
- Billy Branch
- Sugar Blue
- Detroit Junior
- Pinetop Perkins
- Jimmy Dawkins
- Byther Smith
- Lil' Ed
- Katherine Davis
- The Pointer Sisters
- Major Lance
- Smokey Robinson
- Alvin Cash
- Bonnie Raitt
- Solomon Burke
- Jeff Beck & The Yardbirds
- Willie Mabon
- Harold Burrage
- The Chi-Lites
- The Marvalettes
- The Buckinghams
- Brenda Lee
- Les Getrex
- Matthew Skoller
- Carl Weathersby
- Chico Banks

## Lemezei

### Stúdióalbumok
- Leaving Here Walking (1996)
- Night Time Again (1999
- Back to the Delta (2003)
- Stuck In The Middle (2011)
- It Ain't Right (2015)